# Östermalmstorg (Stockholms tunnelbana)
Östermalmstorg ist eine unterirdische Station der Stockholmer U-Bahn. Sie befindet sich im Stadtteil Östermalm. Die Station wird von der Röda linjen des Stockholmer U-Bahn-Systems bedient. Die zentrale Lage in der Innenstadt macht die Station zu einer der meistfrequentiertesten Stationen des U-Bahn-Netzes. An einem normalen Winterwerktag steigen hier 38.000 Pendler zu und um.
Die Station wurde am 16. Mai 1965 als 59. U-Bahn-Station in Betrieb genommen, als der erste nördliche Abschnitt der Röda linjen zwischen T-Centralen und Östermalmstorg eingeweiht wurde. Der Bahnhof wurde in offener Bauweise errichtet. Die Bahnsteige befinden sich ca. 38 Meter unter der Erde. Die Station liegt zwischen den Stationen T-Centralen und Karlaplan (T13) bzw. Stadion (T14). Bis zum Stockholmer Hauptbahnhof ist es etwa ein Kilometer.